# 미스틱 리버
《미스틱 리버》(영어: Mystic River)는 2003년 개봉된 클린트 이스트우드의 영화이다.

## 줄거리
1975년, 세 명의 어린 시절 친구인 지미 마컴, 숀 디바인, 데이브 보일은 보스턴에 있는 아일랜드계 미국인 동네에서 놀고 있었다. 그때 경찰관 행세를 한 두 명의 성범죄자가 데이브를 납치한다. 그는 4일 동안 성적 폭행을 당한 뒤 겨우 탈출한다. 한 명의 납치범은 기소되기도 전에 사망하고, 다른 한 명은 교도소에서 자살한다. 이 트라우마는 데이브에게 깊은 상처를 남긴다.
25년 후, 세 남자는 서로 멀어졌다. 전과자였던 지미는 이제 동네 편의점을 운영하고, 숀은 임신한 아내 로렌이 최근 떠나버린 일로 힘들어하는 매사추세츠주 주 경찰 형사가 되었다. 그리고 블루 칼라 노동자인 데이브는 어린 시절 납치 사건의 심리적 후유증으로 여전히 고통받고 있다. 데이브는 셀레스트와 결혼했는데, 셀레스트의 사촌 애너베스는 지미의 두 번째 아내로, 가족 관계를 통해 이 남자들은 연결되어 있다.
지미의 십대 딸 케이티는 지미가 경멸하는 남자의 아들인 브렌던 해리스와 라스베이거스로 도망갈 계획을 세운다. 어느 날 밤, 데이브는 술집에서 케이티를 만난다. 그날 밤 늦게, 그녀는 살해된 채 발견된다. 같은 날 밤, 데이브는 피투성이가 되어 떨리는 모습으로 집에 돌아와 셀레스트에게 자기방어로 강도를 죽였을지도 모른다고 말한다.
숀과 그의 파트너 와이티 파워스는 살인 사건 조사를 시작한다. 한편, 지미는 자신의 인맥을 이용해 독자적인 조사를 진행한다. 형사들은 살인 무기가 1989년부터 실종된 브렌던의 아버지 "저스트 레이" 해리스가 1984년에 저지른 주류 판매점 강도 사건과 관련된 .38 스페셜 리볼버라는 사실을 발견한다. 브렌던은 총에 대해 아는 것이 없다고 주장하지만, 레이가 여전히 가족에게 매달 돈을 보낸다고 말한다.
데이브의 이야기가 바뀌고 그의 행동이 변덕스러워지면서 그를 둘러싼 의심이 커진다. 점점 더 두려워진 셀레스트는 결국 지미에게 데이브가 케이티를 죽였다고 믿는다고 털어놓는다. 지미와 그의 일행은 데이브를 술집으로 초대해 술을 먹이고 자백을 강요한다. 데이브는 그날 밤 누군가를 죽였다고 인정하지만, 케이티가 아니라 아동 성추행범이었다고 말한다. 지미는 그를 믿지 않는다. 데이브가 압력에 못 이겨 거짓 자백을 하자, 지미는 그를 칼로 찔러 죽이고 시신을 미스틱 강에 버린다.
동시에 브렌던은 자신의 벙어리 남동생 "사일런트 레이"와 그들의 친구 존 오셰아가 장난이 폭력적으로 변하면서 케이티의 죽음에 연루되었다는 사실을 발견한다. 그는 그들을 추궁하지만, 존은 총을 꺼낸다. 그가 쏘기도 전에 숀과 와이티가 도착하여 두 소년을 체포한다.
다음 날 아침, 숀은 지미에게 레이와 존이 케이티 살해를 자백했다고 알린다. 그는 또한 데이브가 알려진 아동 성추행범 살해 혐의로 수배 중이라고 밝힌다. 지미는 데이브의 죽음에 대한 자신의 역할에 대해서는 아무 말도 하지 않고, 단지 숀에게 사건을 해결해줘서 고맙다고 말하며, "조금만 더 빨랐더라면"이라고 덧붙인다. 숀은 이어서 지미가 셀레스트에게도 매달 송금을 보낼 계획인지 뼈아프게 묻는다.
숀은 아내 로렌과 화해하고, 지미는 애너베스에게 고백하는데, 애너베스는 그에게 아무리 어려워도 "왕"이 해야 할 일을 했다고 말한다. 동네 퍼레이드 동안, 데이브의 어린 아들은 아버지의 운명을 모른 채 아버지를 기다린다. 숀은 지미를 발견하고 손가락 총 제스처를 취하며 복수가 여전히 올 수 있음을 암시하고, 지미는 무관심한 어깨를 으쓱하는 것으로 답한다.

## 한국판 성우진(SBS) (2009년 2월 15일)
- 윤병화 - 지미 마컴(숀 펜)
- 성완경 - 데이브 보일(팀 로빈스)
- 최한 - 숀 디바인(케빈 베이컨)
- 민응식 - 와이티 파워스(로렌스 피시번)
- 최문자 - 셀레스트 보일(마샤 게이 하든)
- 송도영 - 에너베스 마컴(로라 린니)
- 강연숙 - 동네 할머니(수잔 윌리스)
- 김용식 - 부검의(톰 켐프)
- 최옥희 - 브레든의 엄마(제니 오하라)
- 송연희 - 어린 지미(제이슨 켈리)
- 김혜경 - 로렌 디바인(토리 데이비스)
- 김영훈 - 숀의 아버지(마일스 허터)
- 송준석 - 지미의 아버지(브루스 페이지)
- 윤여진 - 어린 데이브(카메론 보웬) / 지미의 작은 딸(셀린느 뒤 테르트르)
- 한수림 - 케이티(에미 로섬) / 어린 숀(코너 파올로)
- 엄상현 - 존(앤드류 맥킨) / 피터(조너선 토고) / 경찰 무전
- 홍진욱 - 브레든(톰 가이리)